# مسافة (علامات ترقيم)

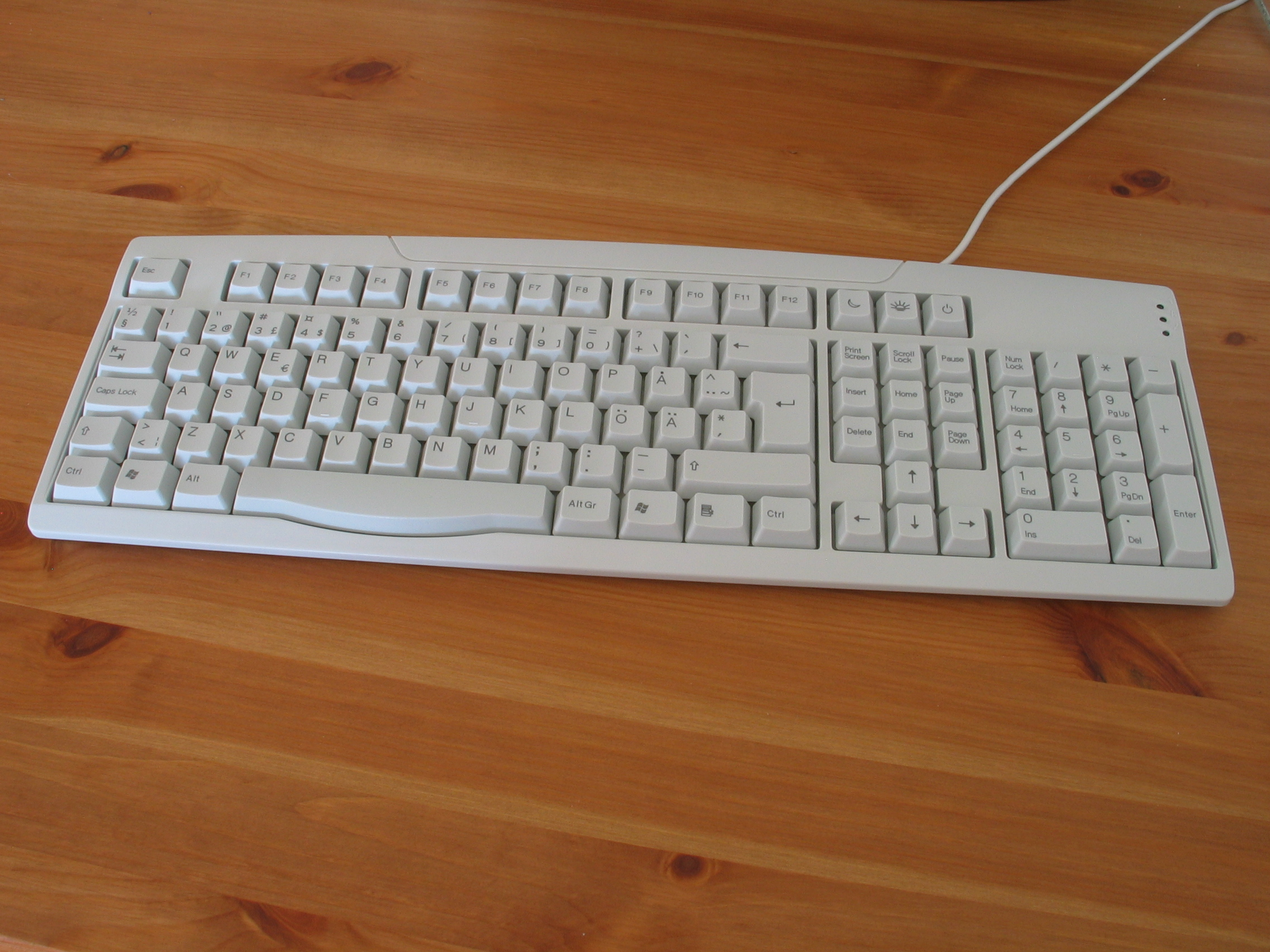

في الكتابة، مسافة (   ) هي المنطقة الفارغة التي تفصل بين الكلمات، الجمل، المقاطع (في التقطيع) وغيرها مكتوبة أو مطبوعة رموز (حروف). تختلف اصطلاحات المسافات بين اللغات، وفي بعض اللغات تكون قواعد المسافات معقدة.[بحاجة لمصدر]
يستخدم التنضيد مسافات متفاوتة الطول لأغراض محددة. من ناحية أخرى، يمكن للآلة الكاتبة استيعاب عدد محدود من المفاتيح فقط. معظم الآلات الكاتبة لها عرض واحد فقط للمساحة، يتم الحصول عليها عن طريق الضغط على شريط المسافة. بعد قبول واسع النطاق للآلة الكاتبة، أثرت بعض التباعد واتفاقيات الآلة الكاتبة الأخرى، التي كانت تستند إلى القيود الميكانيكية للآلة الكاتبة، على الطباعة المهنية وغيرها من مصممي الأعمال المطبوعة.[بحاجة لمصدر]
الكمبيوتر تمثيل النص يزيل كل القيود الميكانيكية والفيزيائية في أي متقدمة بما فيه الكفاية ترميز الأحرف البيئة (مثل يونيكود)، حيث يشار إلى فضاءات مختلف الاعراض، وأساليب، أو خصائص لغة (أحرف مساحة مختلفة) مع نقاط التشفير. تتضمن أحرف المسافات البيضاء مسافات ذات عروض مختلفة، بما في ذلك جميع تلك التي يستخدمها المحترفون. يحرص الكاتب أثناء كتابته على عدم وضع فراغ بين علامات الترقيم والكلمات التي تسبقها، فيجب أن تنتقل علامات الترقيم مع وخلف ما يسبقها أينما انتقل وهذا لتفادي رؤية جملة في آخر السطر بينما يبدأ السطر الجديد بعلامة ترقيم.